# Première occupation de la République dominicaine par les États-Unis
Guerre des Bananes
Batailles
m
Guerre des Bananes :
- Cuba (1898–1922)

- Campagne de Cuba
- Deuxième occupation de Cuba (en)
- Rébellion noire (en)
- Troisième occupation de Cuba (en)

- Porto Rico (1898)

- Campagne de Porto Rico (en)

- Honduras (1903–1925)

- Occupation américaine du Honduras

- Nicaragua (1912–1933)

Occupation américaine du Nicaragua
- (Granada (en)
- Coyotepe Hill (en)
- La Paz Centro (en)
- Ocotal (en)
- San Fernando (en)
- Santa Clara (en)
- Talpaneca (en)
- Las Cruces (1re) (en)
- Las Cruces (2e) (en)
- Quilali (en)
- La Flor (en)
- Achuapa (en)
- Agua Carta (en)
- El Sauce (en))

- Mexique (1914)

- Occupation américaine de Veracruz

- Haïti (1915–1934)

Occupation d'Haïti par les États-Unis
- (Fort Dipitie (en)
- Fort Rivière (en)
- Port au Prince (1re) (en)
- Port au Prince (2e) (en))

- République dominicaine (1916–1924)

Première occupation de la République dominicaine par les États-Unis
- (Crise de Saint-Domingue
- Bataille de Las Trencheras
- Bataille de Guayacanas (en)
- Bataille de San Francisco de Macoris (en))

La première occupation de la République dominicaine par les États-Unis s'est déroulée entre mai 1916 et juillet 1924 dans le cadre de la guerre des Bananes.
Cet épisode est l'une des nombreuses interventions en Amérique latine menées par les Forces armées des États-Unis au cours de cette guerre. Le 13 mai 1916, le contre-amiral William B. Caperton (en) menace Desiderio Arias (es), qui vient de prendre le pouvoir, de bombarder la ville s’il ne quitte pas Saint-Domingue.

## Prélude
L’assassinat du président dominicain Ramón Cáceres le 19 novembre 1911 entraîne une guerre civile qui dure jusqu'en novembre 1912.

## Invasion

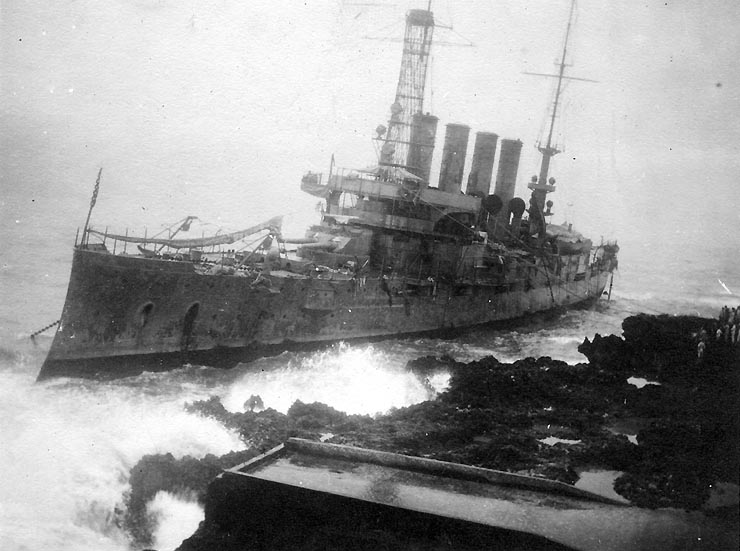
Le naufrage de l' devant Saint-Domingue à la suite de vagues géantes lors d'une opération de lutte contre la rébellion dominicaine, le 29 août 1916.

L’invasion commence le 5 mai 1916 lorsque deux compagnies de marines débarquent de l'USS Prairie (AD-5) à Saint-Domingue. Leur but est d'offrir une protection à la légation américaine et au consulat américain, et d'occuper le Fort San Geronimo. En quelques heures, cette opération est renforcée avec sept autres compagnies. Le 6 mai, les forces de l'USS Castine (PG-6) (en) débarquent à leur tour afin d'offrir une protection à la légation haïtienne, un pays déjà sous occupation militaire américaine. Deux jours après le premier débarquement, le Président Juan Isidro Jimenes Pereyra (en) démissionne.
Les forces de l'amiral William Banks Caperton (en) occupent Saint-Domingue le 15 mai 1916, Puerto Plata le 1er juin, et San Fernando de Monte Cristi le 1er juin, et appliquent alors à un blocus. Deux jours après la bataille de Guayacanas le 3 juillet, les forces américaines occupent Santiago, le bastion de Desiderio Arias. Arias accepte alors la défaite et l'amnistie proposée par Caperton. Trois jours après, Arias quitte le pays. Les marines américaines débarquent en nombre et prennent le contrôle total du pays en deux mois.

## Occupation

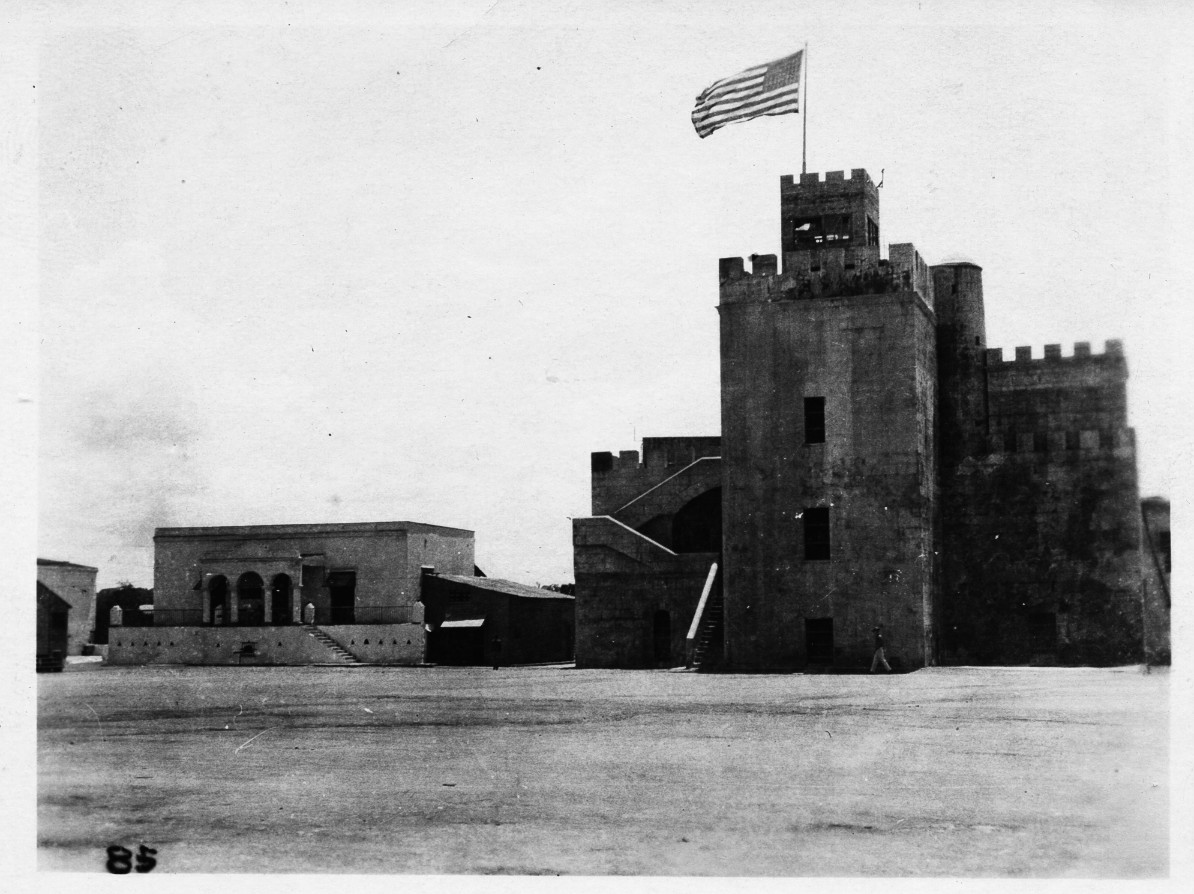
Le drapeau des États-Unis flottant au-dessus de la Fortaleza Ozama.

En novembre 1916, les États-Unis imposent un gouvernement militaire dirigé par le contre-amiral Harry Shepard Knapp (en). Les Marines rétablissent l'ordre dans la plupart des régions de la République, à l'exception de la région de l'Est. Le budget du pays est rétabli à l'équilibre, sa dette diminue, et la croissance économique reprend. Des projets d'infrastructure sont réalisés avec de nouvelles routes qui relient toutes les régions du pays pour la première fois de son histoire. Une nouvelle organisation militaire professionnelle, le Dominican Constabulary Guard, remplace les forces partisanes qui se déchiraient pour le pouvoir.
La plupart des Dominicains, cependant, n’apprécient pas la perte de leur souveraineté au profit des étrangers et affichent leur inquiétude pour le bien de la république. Un mouvement de guérilla, connue sous le nom gavilleros, mené entre autres par le général Ramón Natera (en), bénéficie d'un soutien considérable de la population dans les provinces orientales d'El Seibo et de San Pedro de Macoris. Avec l’avantage de la connaissance du terrain, ils se battent contre l'occupant américain de 1917 à 1921. Les forces américaines tentent de maintenir l'ordre au cours d'une période d'insurrections chroniques. En 1921, les gavilleros sont écrasés par la tactique de la terre brûlée, les forces aériennes, la puissance de feu supérieures et les méthodes de contre-insurrection des forces armées des États-Unis.

## Retrait
Après la Première Guerre mondiale, l'opinion publique aux États-Unis commence à s’opposer à l'occupation. Warren G. Harding, qui succède à Wilson en mars 1921, avait fait campagne contre l'occupation d'Haïti et de la République dominicaine. En juin 1921, les représentants des États-Unis présentent une proposition de retrait, connu sous le nom de Plan Harding, qui appelle à la ratification par les Dominicains de tous les actes du gouvernement militaire, l'approbation d'un prêt de 2,5 millions de dollars pour les travaux publics et autres dépenses, l'acceptation d’officiers américains dans la gendarmerie, maintenant connu sous le nom de la Garde nationale (Guardia Nacional) et la tenue d'élections sous la supervision des États-Unis.
La réaction populaire au plan est extrêmement négative. Cependant, les dirigeants dominicains modérés utilisent ce plan comme base pour la poursuite des négociations. Ces dernières aboutissent à un accord entre le secrétaire d'État américain Charles Evans Hughes et l'ambassadeur dominicain aux États-Unis Francisco J. Peynado le 30 juin 1922, connu sous le nom de Plan Hughes-Peynado (es), permettant la désignation d'un président provisoire jusqu'à ce que des élections puissent être organisées. Sous la supervision du Haut commissaire Sumner Welles (en), Juan Bautista Vicini Burgos (en) assume la présidence provisoire à partir du 21 octobre 1922. Lors de l'élection présidentielle du 15 mars 1924, Horacio Vásquez, un allié des Américains qui a coopéré avec le gouvernement des États-Unis, défait facilement Francisco J. Peynado. Le Partido Alianza de Vásquez remporte également une majorité confortable dans les deux chambres du Congrès national de la République dominicaine. Avec son investiture le 13 juillet, le contrôle de la république retourne dans les mains des Dominicains.

## Conséquence
Malgré le retrait, les préoccupations américaines demeurent concernant la collecte et l'application des recettes douanières du pays. Pour résoudre ce problème, les représentants des États-Unis et du gouvernement de la République dominicaine signent un traité, le 27 décembre 1924. Ce dernier donne le contrôle sur les recettes douanières du pays aux Américains.
En 1941, le traité est officiellement abrogé et le contrôle des recettes douanières du pays retourne au gouvernement de la République dominicaine. Cependant, ce traité a créé un ressentiment durable entre les États-Unis et le peuple de la République dominicaine.
La Dominican Campaign Medal est créée pour récompenser les Américains ayant servi lors de ce conflit.